# Couteau à enduire
Pour les articles homonymes, voir couteau (homonymie).
Ne doit pas être confondu avec couteau à peindre.
Cet article court présente un sujet plus développé dans : Peintre en bâtiment.
Un couteau de peintre est un outil de peintre en bâtiment constitué d'un manche court prolongé d'une lame.
Un couteau à enduire , à lame plate et large sert à poser ou lisser les enduits sur les murs avant mise en peinture.
Le couteau à mastiquer, avec une lame en forme en feuille de laurier sert pour les coins et pour poser le mastic dans le chassis de fenêtre en huisserie traditionnelle. 
Le couteau à enduire d’angle , avec une lame en forme de "V" ou pliée à 90°, sert à appliquer et lisser l’enduit dans les angles intérieurs ou extérieurs des murs.
Le couteau américain, également appelé couteau à lame flexible, est un type de couteau à enduire. Il est spécifiquement conçu pour les travaux d'application et de lissage des enduits, notamment dans le domaine des plaques de plâtre (placo). Sa flexibilité et sa forme le rendent particulièrement adapté à certains usages.